# Анджело Ди Ливио
Анджело Ди Ливио (на италиански: Angelo Di Livio) е италиански футболист-национал, дефанзивен полузащитник. Започва професионалната си кариера през 1984 г. в Рома. След като играе в 3 италиански тима от по-долните серии през 1989 г. преминава в Калчо Падуа, където до 1993 г. изиграва 138 мача с отбелязани 13 гола. През 1993 г. преминава във ФК Ювентус. Там изиграва 186 мача като отбелязва 3 гола. Приключва кариерата си в АКФ Фиорентина през периода 1999 – 2005 г. като изиграва 169 мача и отбелазва 8 гола. В националния отбор на своята страна дебютира през 1995 г. До 2002 г. изиграва 40 мача без отбелязан гол.